# Cobubatha euproptopa
Cobubatha euproptopa là một loài bướm đêm trong họ Noctuidae.